# Estetska skupinska gimnastika
Estetska skupinska gimnastika (EG) je disciplina gimnastike, razvita iz finske "ženske gimnastike" (naisvoimistelu). Disciplina spominja na ritmično gimnastiko, vendar obstajajo nekatere pomembne razlike: pri estetski gimnastiki je poudarek na velikem in neprekinjenem gibanju telesa, ekipe pa so večje in pogosto sestavljajo 6-10 tekmovalk, nekatere mlajše ekipe pa so še večje. Poleg tega se rekviziti ne uporabljajo na mednarodnih tekmovanjih, saj so le v ritmični gimnastiki, kjer se uporabljajo obroč, žoga, kiji in trak. Šport zahteva telesne lastnosti, kot so gibčnost, ravnotežje, hitrost, moč, koordinacija in občutek za ritem, kjer so gibanja telesa poudarjena v toku, izrazni in estetski privlačnosti. Za dobro delovanje sta značilni enotnost in istočasnost. Tekmovalni program je sestavljen iz raznolikih gibov telesa, kot so valovita gibanja in nihaji, ravnotežja in piruete, skoki, plesni koraki in lifti. 
Dolžina tekmovalnega programa je omejena na 2,15–2,45 minut. Tekmovalna obleka skupine mora biti dres v stilu estetske gimnastike, ob upoštevanju duha tekmovalnega športa. Velikost tekmovalnega prostora, ki je telovadna tepih, je 13 m x 13 m. Prostor je treba uporabljati raznoliko. 
Mednarodna zveza za estetsko skupinsko gimnastiko (IFAGG) je bila ustanovljena leta 2003.  Nekatere izmed članic zveze so Avstralija, Bolgarija, Kanada, Češka, Danska, Estonija, Ferski otoki, Finska, Francija, Madžarska, Italija, Japonska, Rusija, Ukrajina in Španija. 

## Starostne kategorije
V tem športu ekipe tekmujejo v naslednjih starostnih kategorijah: 
- Kategorija deklic  8–10 let
- Kategorija deklic 10–12 let
- Kategorija deklic 12–14 let
- Mladinska kategorija: 14–16 let
- Članska kategorija: nad 16 let

Poleg tega obstaja kategorija študentk iz univerze, kjer so tekmovalke stare 17 let in več. Na mednarodnih tekmovanjih A-kategorije, kot je svetovno prvenstvo, tekmujejo dekleta le v mladinski in članski kategoriji, poteka pa v okviru tekmovanja tudi mednarodni turnir mlajših kategorij.  

## Sojenje
Sodniško komisijo sestavljajo tri kategorije sodnic: 
Tehnična komisija presodi, ali ima program vse zahtevane tehnične elemente, ki so v odvisni od starostne skupine tekmovalk, vendar jih običajno sestavljajo: 
- Ravnotežja: npr. Statična ravnotežja, dinamična ravnotežja (npr. Turlenta, iluzije, vrtilji) in serije ravnotežja
- Skoki: npr. Skok v tuni, skok s škarjami, kozak, skok z obema nogama, upognjeni nogi
- Celostna telesna gibanja: npr. Upogibanje, zamah telesa, valovanje telesa, krčenje, naslonjanje / ležanje, sprostitev, zvijanje
- Gibi rok
- Gibanja nog in plesni koraki
- Akrobatika
- Giblijvostni elementi (špage...)
- Kombinacije

Komisija za umetniško vrednost ocenjuje kakovost tekmovalk, strukturo sestave ter izvirnost in izraznost sestave. 
Izvedbena komisija odšteje napake, ki jih dekleta napravijo med programom. Npr., Nepravilna oblika elementov, nezadržana ravnotežja, težki pristanki v skokih, nedokončana celostna telesna gibanja in pomanjkanje sinhronizacije. 
Najvišja skupna ocena je 20,00 točk, ki jo sestavljajo: tehnična vrednost (TV) 6,0, umetniška vrednost (AV) 4,0 in izvedba (EXE) 10,0. 

## Svetovno prvenstvo v estetski gimnastiki
Mednarodna tekmovanja v estetski gimnastiki so razdeljena na tekmovanja A kategorije, ki vključujejo svetovna prvenstva, celinska prvenstva, tekmovanja v svetovnem pokalu, tekmovanja v mladinskem svetovnem pokalu in tekmovanja v B kategoriji, kar na primer vključuje mednarodna  tekmovanja mlajših kategorij.  Arhivirano 2020-08-27 na Wayback Machine.
Estetska skupinska gimnastika je disciplina, ki je trenutno ne priznava Mednarodna gimnastična zveza . Mednarodna zveza za estetsko  gimnastiko (IFAGG) od leta 2000 vsako leto organizira svetovna prvenstva.  

### Slovenija na svetovnem prvenstvu v estetski gimnastiki
Naše gimnastičarke so doslej kar petkrat nastopile na svetovnem prvenstvu. Že leta 1998 smo v Sloveniji pogledali čez meje ritmične gimnastike in se začeli zanimati za razvijanje izraznosti, kreativnosti, ženstvenosti in skupinskega duha. Slovenska ekipa se je udeležila že prvega svetovnega prvenstva, ki je bilo leta 2000 v Helsinkih, na Finskem. Barve slovenske zastave so bile nato zastopane tudi leta 2002 v Pragi, na Češkem in leta 2003 v Gradcu, v Avstriji.
Po daljšem premoru se je Slovenija ponovno pojavila na prvenstvu leta 2010 v Varni, v Bolgariji in nato še leta 2019 v Kartageni, v Španiji.

## Evropsko prvenstvo v estetski gimnastiki
Evropsko prvenstvo od leta 2016 vsako leto organizira Mednarodna zveza za estetsko skupinsko gimnastiko (IFAGG). Od leta 2018 potekajo na vsaki dve leti. 
| Leto | Izdaja | Lokacija | Zlato              | Srebrna                           | Bronasta              |
| 2016 | I      | Tartu    | Finska Minetit     | Rusija · Expressia                | Rusija · Madonna      |
| 2017 | II     | Sofija   | Rusija · Expressia | Finska · Minetit Rusija · Madonna | Nihče ni bil nagrajen |
| 2018 | III    | Talin    | Rusija · Madonna   | Finska Minetit                    | Rusija · Expressia    |
| 2021 | IV     | Moskva   | Rusija · Madonna   | Finska Minetit                    | Rusija · Amuazh       |
| 2023 | IV     | Vanta    | Finska Minetit     | Bolgarija The National Team       | Finska Gloria         |